# المجللة

المجللة طبق من المطبخ الأردني، تشتهر خصوصاً في منطقة معان. وتعدّ من الخبز واللبن المريس الحامض المضاف إليهما السمن البلدي والبصل المقلي. وقد كان الناس سابقاً يعدون هذه الأكلة إذا أتاهم ضيوف غير معروفين، لأن ضيف اللحم هو الضيف ذو المنزلة الرفيعة.
تسمى المجللة بهذا الاسم لأن الخبز المستخدم يتم خبزه على نار الجل (والجل هو بعر الإبل وهو معروف بناره القوية). ويشار إلى أن هذا الطبق يقدم في المناسبات كالأعياد.
ثمة نوع آخر من المجللة تستخدم فيها البندورة بدلاً من اللبن.